# Tom Thorpe
Thomas Joseph "Tom" Thorpe (født 13. januar 1993) er en engelsk fodboldspiller, der spiller som forsvarspiller for ATK i Indien. Han har tidligere spillet i Manchester United.
Han var i en periode i 2014 udlejet til Birmingham City sammen med de to ligeledes Manchester United F.C.-spillere Tyler Blackett og Federico Macheda.. Han fik sin debut dagen efter hans skifte for klubben i Football League Championship mod Derby County, men måtte lade sig udskifte efter 14 minutter med en ankelskade.
Tom Thorpe fik sin debut for Manchester United F.C.s førstehold den 17. september 2014 mod West Ham United i Premier League, hvor han blev skiftet ind i stedet for Ángel Di María.